# Napili (Hawái)
Napili (también conocido como Napili Bay) es un balneario ubicado en la localidad de Lahaina, Hawái, Estados Unidos. Se encuentra al oeste de la isla de Maui. A los efectos del censo es parte de Napili-Honokowai.
Está situado entre los balnearios de Kaanapali y Kapalua. Es una zona residencial, con varios hoteles boutique y condominios, considerablemente más tranquilo que los balnearios vecinos.

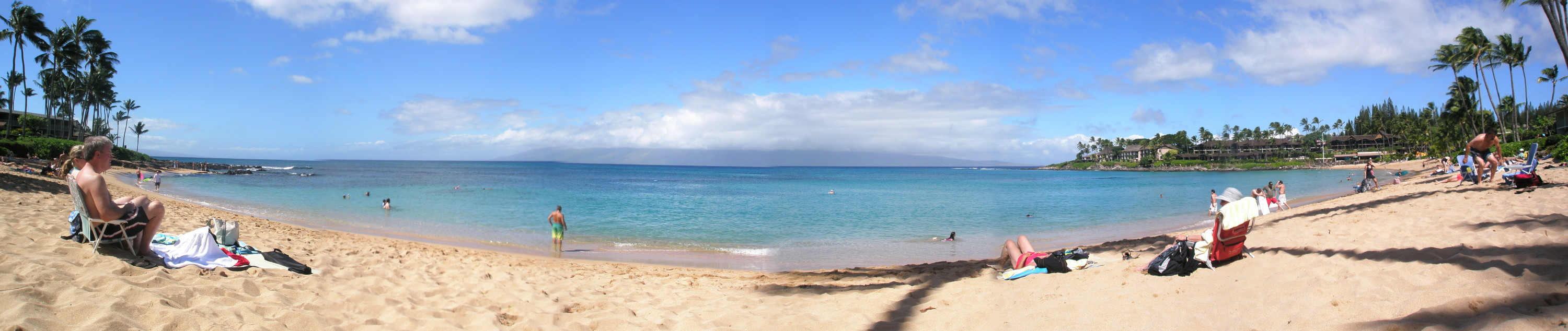
Napili